# 2003 na televisão brasileira
A seguir há uma lista de eventos relacionados à televisão brasileira em 2003. Os eventos listados incluem estreias, cancelamentos e finais de programas de televisão; lançamento, encerramento e rebrandings de canais; estações locais mudando de afiliação de rede; e informações sobre controvérsias e disputas de carregamento.

## Eventos

### Janeiro
| Data | Evento |
| ---- | --- |
| 1.º  | As principais redes de televisão do Brasil realizam a cobertura da posse do presidente Lula, ao vivo de Brasília, Distrito Federal.      |
| 3    | Na Rede Globo, Carla Vilhena deixa a apresentação do Jornal Hoje.                                                                        |
| 6    | Na Rede Globo, Sandra Annenberg volta à bancada do Jornal Hoje passando a fazer dupla com Carlos Nascimento, substituindo Carla Vilhena. |

### Março
| Data | Evento |
| ---- | --- |
| 1—8  | As emissoras de TV (exceto a Rede Record) realizam a cobertura do Carnaval de 2003, sendo que: - A Rede Globo exibe o Globeleza, com os desfiles das escolas de samba de São Paulo e Rio de Janeiro; - A Band exibe o Band Folia, mostrando o carnaval de Salvador e o Desfile das Campeãs do Rio de Janeiro; - A RedeTV! exibe o Bastidores do Carnaval, com os flashes ao vivo do carnaval do Rio de Janeiro e São Paulo; - A CNT exibe o Carnaval do Povão, com os desfiles das escolas de samba do Grupo de Acesso A do carnaval do Rio de Janeiro. |
| 10   | Na Rede Bandeirantes, José Luiz Datena estreia no comando do Brasil Urgente. |
| 23   | O SBT e a TNT transmitem a 75.ª edição do Óscar. |

### Abril
| Data | Evento                                                                                     |
| ---- | ------------------------------------------------------------------------------------------ |
| 4    | Na Rede Globo, o Globo Repórter ganha nova vinheta, de abertura, grafismos e cenário.      |
| 7    | Na Rede Globo, o Mais Você muda vinheta de abertura e gráficos.                            |
| 12   | Na Rede Globo, o Zorra Total muda vinheta de abertura e gráficos.                          |
| 13   | Na Rede Globo, o Pequenas Empresas & Grandes Negócios muda vinheta de abertura e gráficos. |
| 13   | Na Rede Globo, A Turma do Didi muda vinheta de abertura e gráficos.                        |
| 26   | A Rede Bandeirantes exibe a 49.ª edição do Miss Brasil.                                    |

### Junho
| Data    | Evento                                                                               |
| ------- | ------------------------------------------------------------------------------------ |
| 15 e 22 | O SBT exibe a 43.ª edição do Troféu Imprensa, realizado em 18 de março.              |
| 18—29   | A Rede Globo, Rede Vida e o SporTV transmitem a Copa das Confederações FIFA de 2003. |

### Agosto
| Data   | Evento |
| ------ | --- |
| 1.º—17 | A Rede Globo, Rede Bandeirantes, SporTV e o BandSports realizam a cobertura dos Jogos Pan-Americanos de 2003. |

### Setembro
| Data | Evento |
| ---- | --- |
| 3    | O SBT transmite a 4.ª edição do Grammy Latino. |
| 7    | No SBT, o Domingo Legal veicula uma entrevista com supostos membros de uma facção criminosa de São Paulo, que foi desmentida pela justiça meses mais tarde. Como consequência, o dominical teve a sua exibição suspensa no dia 21 e teve o seu espaço substituído por uma reprise do Troféu Imprensa e da 4.ª edição do Grammy Latino. Após cumprimento de ordens judiciais, o Domingo Legal retornou à programação no dia 28. |
| 20   | O GNT estreia sua nova identidade visual. |

### Outubro
| Data | Evento                                                                  |
| ---- | ----------------------------------------------------------------------- |
| 3—4  | O SBT promove a 6.ª edição do Teleton em prol da AACD.                  |
| 31   | No SBT, Jackeline Petkovic deixa a apresentação do Bom Dia & Companhia. |

### Novembro
| Data | Evento |
| ---- | --- |
| 3    | No SBT, Jéssica Esteves e Kauê Santin assumem a apresentação do Bom Dia & Companhia. O programa ganha nova vinheta de abertura e gráficos. |
| 3    | Na Rede Bandeirantes, o Brasil Urgente ganha nova vinheta de abertura e gráficos.                                                          |
| 10   | Na Rede Record, o Cidade Alerta ganha novo cenário, vinhetas de abertura e grafismos.                                                      |

### Dezembro
| Data | Evento                                                                           |
| ---- | -------------------------------------------------------------------------------- |
| 31   | A Rede Globo e a TV Gazeta transmitem a 79.ª edição da Corrida de São Silvestre. |

## Programas

### Janeiro
- 7 de janeiro — Estreia A Casa das Sete Mulheres na Rede Globo.
- 10 de janeiro — Termina Por Amor no Vale a Pena Ver de Novo na Rede Globo.
- 12 de janeiro — Estreia MTV Gringa na MTV Brasil.
- 13 de janeiro — Reestreia O Cravo e a Rosa no Vale a Pena Ver de Novo na Rede Globo.
- 14 de janeiro — Estreia 3.ª temporada do Big Brother Brasil na Rede Globo.
- 19 de janeiro — A Rede Globo exibe o especial Daniel – 20 Anos de Carreira.[6]
- 21 de janeiro — Estreia A Eliminação no Multishow.
- 27 de janeiro — Estreia Viva as Crianças! - Carrossel 2 no SBT.
- 31 de janeiro — Termina Cúmplices de um Resgate no SBT.

### Fevereiro
- 14 de fevereiro
  - Termina Manancial no SBT.
  - Termina TJ Manhã no SBT.
  - Termina Esperança na Rede Globo.
- 17 de fevereiro
  - Termina SBT Notícias no SBT.
  - Estreia Mulheres Apaixonadas na Rede Globo.
- 24 de fevereiro
  - Estreia Primeiro Amor... a Mil Por Hora no SBT.
  - Termina Amigas e Rivais no SBT.
- 28 de fevereiro — Termina Matéria Pública na TV Cultura.

### Março
- 2 de março — Termina Disco de Ouro no SBT.
- 7 de março — Termina Eliana & Alegria na Rede Record.
- 8 de março — Termina Joana, a Virgem na Rede Record.
- 10 de março
  - Estreia Eliana na Fábrica Maluca na Rede Record.
  - Estreia Um Amor de Babá na Rede Record.
- 17 de março — Estreia Videoclash na MTV Brasil.
- 21 de março — Termina Sabor da Paixão na Rede Globo.
- 24 de março — Estreia Agora É que São Elas na Rede Globo.
- 30 de março — Estreia Rockgol na MTV Brasil.

### Abril
- 1.º de abril — Termina a 3.ª temporada do Big Brother Brasil na Rede Globo.
- 8 de abril — Termina A Casa das Sete Mulheres na Rede Globo.
- 10 de abril — Estreia da 3.ª temporada de A Grande Família na Rede Globo.
- 11 de abril — Estreia da 3.ª temporada de Os Normais na Rede Globo.
- 12 de abril
  - Estreia O Conquistador do Fim do Mundo no SBT.
  - Termina Um Amor de Babá na Rede Record.
- 13 de abril — Estreia Café Filosófico na TV Cultura.
- 14 de abril — Estreia Jamais Te Esquecerei no SBT.
- 15 de abril — Termina Pequena Travessa no SBT.
- 22 de abril — Termina Brava Gente na Rede Globo.
- 25 de abril — Termina a 9.ª temporada de Malhação na Rede Globo.
- 28 de abril — Estreia da 10.ª temporada de Malhação na Rede Globo.
- 29 de abril — Estreia da 1.ª temporada de Carga Pesada na Rede Globo.

### Maio
- 2 de maio — Termina O Beijo do Vampiro na Rede Globo.
- 5 de maio — Estreia Kubanacan na Rede Globo.
- 8 de maio — Estreia Linha Direta Justiça na Rede Globo.
- 12 de maio
  - Reestreia Carinha de Anjo no SBT.
  - Reestreia Boa Noite Brasil na Rede Bandeirantes.
- 26 de maio — Estreia Verdade do Povo na Rede Record.
- 27 de maio — Estreia O Jogo na Rede Globo.

### Junho
- 7 de junho — Estreia Almoço com os Artistas na RedeTV!.
- 16 de junho — Estreia Pedro, o Escamoso na RedeTV!.
- 28 de junho — Termina Betty, a Feia na RedeTV!.

### Julho
- 5 de julho
  - Reestreia Os Simpsons na Rede Globo.
  - Termina O Conquistador do Fim do Mundo no SBT.
- 12 de julho — A Rede Globo exibe o especial Tributo a Leandro.[7]
- 25 de julho — Termina Primeiro Amor... a Mil Por Hora no SBT.
- 28 de julho — Estreia No Limite da Paixão no SBT.
- 29 de julho
  - Termina Interligado Games na RedeTV!.
  - Termina O Jogo na Rede Globo.

### Agosto
- 1.º de agosto
  - Termina O Cravo e a Rosa no Vale a Pena Ver de Novo na Rede Globo.
  - Reestreia Zapping na Rede Record.
- 4 de agosto — Reestreia Anjo Mau no Vale a Pena Ver de Novo na Rede Globo.
- 20 de agosto — Termina Zapping na Rede Record.
- 21 de agosto — Estreia Edição de Notícias na Rede Record.

### Setembro
- 5 de setembro — Termina Agora É Que São Elas na Rede Globo.
- 6 de setembro
  - Termina TV Esporte na RedeTV!.
  - Termina RTV! na RedeTV!.
- 8 de setembro
  - Estreia TV Esporte Notícias na RedeTV!.
  - Estreia Chocolate com Pimenta na Rede Globo.
- 26 de setembro — Termina Jamais Te Esquecerei no SBT.
- 28 de setembro — Estreia Pânico na TV na RedeTV!.
- 29 de setembro
  - Estreia Poucas, Poucas Pulgas no SBT.
  - O SBT exibe o especial Romeu e Julieta.
- 30 de setembro — Termina a 1.ª temporada de Carga Pesada na Rede Globo.

### Outubro
- 3 de outubro — Termina a 3.ª temporada de Os Normais na Rede Globo.
- 7 de outubro — Estreia Megaliga MTV de VJs Paladinos na MTV Brasil.
- 10 de outubro — Termina Mulheres Apaixonadas na Rede Globo.
- 12 de outubro — Estreia Jogo da Vida na Rede Bandeirantes.
- 13 de outubro
  - Estreia Celebridade na Rede Globo.
  - Estreia Canavial de Paixões no SBT.
- 14 de outubro
  - Termina Viva as Crianças! - Carrossel 2 no SBT.
  - Estreia da 2.ª temporada de Cidade dos Homens na Rede Globo.
- 17 de outubro — Estreia Sexo Frágil na Rede Globo.
- 23 de outubro — Termina Show do Milhão no SBT.
- 31 de outubro — Termina Roleta Russa na Rede Record.

### Novembro
- 1.º de novembro — A Rede Globo exibe o especial Lisbela e o Prisioneiro, o Musical.[8]
- 3 de novembro — Estreia Gata Selvagem na RedeTV!.
- 11 de novembro — Termina a 2.ª temporada de Cidade dos Homens na Rede Globo.
- 18 de novembro — Estreia Cena Aberta na Rede Globo.

### Dezembro
- 9 de dezembro — Termina Cena Aberta na Rede Globo.
- 15 de dezembro
  - Estreia Galera na TV Cultura.
  - Termina Fica Comigo na MTV Brasil.
- 16 de dezembro — A Rede Globo exibe o especial Papo de Anjo.
- 20 de dezembro — A Rede Globo exibe o Roberto Carlos Especial.
- 21 de dezembro — Estreia Terra dos Meninos Pelados na Rede Globo.
- 23 de dezembro — A Rede Globo exibe o especial Carol & Bernardo.
- 24 de dezembro — A Rede Globo exibe o especial Siga Aquela Estrela.
- 25 de dezembro — Termina a 3.ª temporada de A Grande Família na Rede Globo.
- 26 de dezembro — A Rede Globo exibe a Retrospectiva 2003.
- 30 de dezembro
  - A Rede Globo exibe o Vídeo Show Retrô 2003.
  - Termina Passando a Limpo na Rede Record.
- 31 de dezembro — A Rede Globo exibe o Show da Virada.

## Emissoras

### Fundações
| Data         | Emissora                  | Cidade, UF              | Notas | Ref.                |
| ------------ | ------------------------- | ----------------------- | --- | ------------------- |
| 6 de maio    | TV TEM                    | Sorocaba, São Paulo     | Rede de emissoras afiliadas à Rede Globo pertencente à Traffic, que adquiriu as três emissoras próprias da rede                                | [carece de fontes?] |
| 6 de maio    | TV TEM Itapetininga       | Itapetininga, São Paulo | Emissora de televisão pertencente à Traffic, afiliada da Rede Globo                                                                            | [carece de fontes?] |
| 21 de agosto | TV Vanguarda Taubaté      | Taubaté, São Paulo      | Emissora de televisão pertencente ao ex-diretor-geral da Rede Globo José Bonifácio de Oliveira Sobrinho (o "Boni"), sendo afiliada a esta rede | [carece de fontes?] |
| 8 de outubro | Nova Geração de Televisão | Osasco, São Paulo       | Emissora de televisão pertencente a Fundação Veneza                                                                                            | [carece de fontes?] |

### Rebrandings
| Data      | Emissora     | Cidade, UF                       | Notas                                          | Ref.                |
| --------- | ------------ | -------------------------------- | ---------------------------------------------- | ------------------- |
| 6 de maio | TV Aliança   | Sorocaba, São Paulo              | Passa a se chamar TV TEM Sorocaba              | [carece de fontes?] |
| 6 de maio | TV Modelo    | Bauru, São Paulo                 | Passa a se chamar TV TEM Bauru                 | [carece de fontes?] |
| 6 de maio | TV Progresso | São José do Rio Preto, São Paulo | Passa a se chamar TV TEM São José do Rio Preto | [carece de fontes?] |

### Troca de afiliações
| Data       | Emissora    | Cidade, UF                 | Afiliação anterior | Afiliação nova | Notas | Ref.                |
| ---------- | ----------- | -------------------------- | ------------------ | -------------- | --- | ------------------- |
| 1 de junho | TV Brasília | Brasília, Distrito Federal | RedeTV!            | Rede 21        | A emissora se tornou a primeira emissora da recém-criada rede paulista, após deixar a RedeTV!, afiliada desde a substituição da Rede Manchete, resultando em uma maior programação com jornalismo local | [carece de fontes?] |

## Nascimentos
| Data           | Nome              | Notas | Ref.   |
| -------------- | ----------------- | --- | ------ |
| 8 de março     | Kaik Pereira      | Ator e dançarino. Foi assistente de palco do Programa Raul Gil e seu principal trabalho foi na telenovela Chiquititas | [ 9 ]  |
| 13 de abril    | Jean Paulo Campos | Ator, apresentador e repórter. Trabalhos notáveis incluem Carrossel, Patrulha Salvadora, Carinha de Anjo e Vai na Fé  | [ 10 ] |
| 21 de abril    | Júlia Olliver     | Atriz e modelo. Seu principal trabalho foi na telenovela Chiquititas                                                  | [ 11 ] |
| 13 de maio     | Aysha Benelli     | Atriz. Seu principal trabalho foi na telenovela Carrossel. Filha de Simony                                            | [ 12 ] |
| 27 de julho    | Giulia Garcia     | Atriz. Seu principal trabalho foi na telenovela Chiquititas                                                           | [ 11 ] |
| 4 de agosto    | Bia Passos        | Atriz. Trabalhos notáveis incluem A Vida da Gente e Cheias de Charme                                                  | [ 13 ] |
| 15 de outubro  | Stefany Vaz       | Atriz, cantora e missionária. Trabalhos notáveis incluem Carrossel e Patrulha Salvadora                               | [ 12 ] |
| 16 de novembro | Ana Castela       | Cantora. Fez participações em Terra e Paixão e A Caverna Encantada                                                    | [ 14 ] |

## Mortes
| Data            | Nome                     | Idade        | Notas | Ref.   |
| --------------- | ------------------------ | ------------ | --- | ------ |
| 11 de janeiro   | Jorge Lafond             | 50 (n. 1952) | Ator, comediante e drag queen. Célebre por interpretar Vera Verão em A Praça é Nossa                                                                                | [ 15 ] |
| 31 de janeiro   | Arthur Costa Filho       | 76 (n. 1927) | Ator e dublador. Trabalhos notáveis incluem Irmãos Coragem, Ciranda de Pedra, Roque Santeiro, Escolinha do Professor Raimundo e Chiquinha Gonzaga                   | [ 16 ] |
| 2 de fevereiro  | Augustinho Záccaro       | 55 (n. 1948) | Maestro, arranjador e produtor. Apresentou os programas Záccaro e Italianíssimo                                                                                     | [ 17 ] |
| 10 de fevereiro | José Lewgoy              | 82 (n. 1920) | Ator. Trabalhos notáveis incluem O Rebu, Nina, Dancin' Days, Feijão Maravilha, Água-Viva, Louco Amor e Anos Dourados                                                | [ 18 ] |
| 4 de março      | Carlos Kurt              | 70 (n. 1933) | Ator e humorista. Seu principal trabalho foi em Os Trapalhões, onde recebeu a alcunha de "Alemão"                                                                   | [ 19 ] |
| 14 de março     | Cyll Farney              | 77 (n. 1925) | Ator e produtor. Trabalhos notáveis incluem A Escrava Isaura, Chico Viola Não Morreu e O Homem do Sputnik                                                           | [ 20 ] |
| 3 de maio       | Wilson Vianna            | 75 (n. 1928) | Ator e apresentador. Na televisão, apresentou o programa Clube do Capitão AZA na Rede Tupi, caracterizado como o seu tradicional personagem Capitão AZA             | [ 21 ] |
| 26 de maio      | Carlos Eduardo Dolabella | 65 (n. 1937) | Ator e cantor. Trabalhos notáveis incluem Irmãos Coragem, Selva de Pedra, O Bem-Amado, O Espigão, Espelho Mágico, O Astro, Água Viva, Por Amor e Força de um Desejo | [ 22 ] |
| 6 de julho      | Ayres Campos             | 80 (n. 1923) | Ator e cantor. Seu principal trabalho foi a série Capitão 7 | [ 23 ] |
| 24 de julho     | Rogério Cardoso          | 66 (n. 1937) | Ator e comediante. Trabalhos notáveis incluem Escolinha do Professor Raimundo, O Auto da Compadecida, Zorra Total e A Grande Família                                | [ 24 ] |
| 6 de agosto     | Roberto Marinho          | 98 (n. 1904) | Jornalista e empresário. Foi o fundador da Rede Globo e presidente das Organizações Globo (grupo que controla a emissora) entre 1925 e 2002                         | [ 25 ] |
| 4 de outubro    | José Carlos Martinez     | 55 (n. 1948) | Empresário e político. Fundador da Central Nacional de Televisão (CNT)                                                                                              | [ 26 ] |
| 27 de dezembro  | Haroldo de Oliveira      | 61 (n. 1942) | Ator. Trabalhos notáveis incluem Escrava Isaura e Xica da Silva | [ 27 ] |